# Instituto Jaim Weizman
El Instituto Jaim Weizman es un centro educativo privado de Costa Rica. Fue fundado en 1960 y nombrado en honor al primer presidente de Israel, el Dr. Jaim Weizman. Tiene uno de los mejores rendimientos académicos del país y sus estudiantes han destacado con frecuencia como primeros promedios en el nivel nacional e internacional.
Weizman está orientado principalmente a satisfacer las necesidades educativas de la comunidad judía costarricense, desde preescolar hasta preparatoria. Con este fin el instituto es apoyado por la sinagoga Centro Israelita de Costa Rica. El objetivo permanente del instituto es "brindar excelencia académica, formar una identidad judía clara y activa y promover el crecimiento personal y social de los alumnos para una mejor calidad de vida presente y futura".  Weizman inculca en sus alumnos "un apego al Estado de Israel y su pueblo, así como un sentido de responsabilidad por su bienestar"
El 23 de junio de 2011 se conmemoró el sexagésimo aniversario del centro educativo con participación del ministro de Educación Leonardo Garnier, el vicepresidente y miembro de la comunidad judía, Luis Liberman, el embajador de Israel en Costa Rica Daniel Saban y el Gran Rabino de San José Gershon Miletzki